# تپه قوشه دگرمان
تپه قوشه دگرمان مربوط به هزاره اول قبل از میلاد است و در شهرستان شاهرود، بخش میامی، روستای قوشه دگرمان واقع شده و این اثر در تاریخ ۲۵ خرداد ۱۳۸۱ با شمارهٔ ثبت ۵۸۵۰ به‌عنوان یکی از آثار ملی ایران به ثبت رسیده است.